# Okechukwu Oku
Okechukwu Oku es un productor, director y director de fotografía nigeriano. Es conocido por dirigir las películas Love and Oil, Burning Bridges y Bambitious (2014).

## Biografía
Oku nació en Enugu, sureste de Nigeria, siendo el segundo de once hijos de Goddy y Winifred Oku. Es de ascendencia igbo y oriundo de Ukpo, en el estado de Anambra. Su padre era un músico nigeriano popular en la década de 1970 y su madre, funcionaria civil. Su hermano menor es productor musical y cantante.
A la mitad de su educación universitaria, dejó la escuela para perseguir su pasión por las artes; se sumergió en la música, grabando algunas pistas de gospel propias y produciendo música para varios músicos en el sudeste de Nigeria. Finalmente se dedicó a dirigir videos musicales.

## Carrera profesional
En 2001, grabó videos musicales para distintos artistas nigerianos como Resonance (Lee Lee), Flavor N'abania (Ada Ada) y SeleBobo.
Comenzó a trabajar como director de fotografía y editor de películas en 2011 con proyectos como The Great Niger Mission (2011), Brother's Keeper (2012), Jafaar (2012), Reflection (2012, Sierra Leona), Last 3 Digits (2012), Refugee (2013, Ghana) y The Duplex (2013).
En 2013, comenzó a dirigir y producir sus propios largometrajes; Love and Oil, Burning Bridges, The Bible, The Boss is Mine y Black Rose.
Su trabajo como editor y director de fotografía en el largometraje de 2014, Brother's Keeper le valió nominaciones en los premios Golden Icons Academy Movie Awards 2013 en la categoría mejor fotografía, así como los premios Nollywood Movies Awards 2014, categoría mejor edición.
En 2015, recibió varios premios en los Afrifimo Awards And Film/Music Festival, incluido el premio al Mejor Director de Cine, Director de Fotografía y Editor de Video. Su película Bambitious, también fue ganadora en la categoría Mejor Película Independiente y Mejor Romance.
En diciembre de 2015, fue nominado como Mejor Director de fotografía en los premios AMVCA 2016 por la película The Refugees.

## Vida personal
Está casado y tiene tres hijos.

## Filmografía
| Año  | Título                | Reparto |
| ---- | --------------------- | --- |
| 2012 | Brother's Keeper      | Omoni Oboli, Beverly Naya, Majid Michel, Barbara Soki                                                                                           |
| 2012 | Last 3 Digits         | Nonso Diobi, Sidney "Dr. Sid" Esiri, Yomi Blaq, Rachel Oniga                                                                                    |
| 2013 | Finding Mercy         | Rita Dominic, Blossom Chukwujekwu, Chioma Akpotha                                                                                               |
| 2014 | Love and Oil          | Yul Edochie, Nuella Njubigbo, Jibola Dabo, Chinaza Ekezie                                                                                       |
| 2014 | Burning Bridges       | Ivie Okujaye, Ken Erics, Esther Audu |
| 2014 | Bambitious            | Belinda Effah, Bucci Franklin, Daniel K Daniel, Ebele Okaro-Onyiuke                                                                             |
| 2014 | Refugees              | Yvonne Nelson, Belinda Effah, Diana Yekinni, Sandra Don Dufe, Ross Fleming, David Chin                                                          |
| 2014 | Chetanna              | Chigozie Atuanya, Queen Nwokoye |
| 2016 | Blackrose             | Blossom Chukwujekwu, Ebele Okaro-Onyiuke, Lilian Echelon, Betty Bellor, William Iruoha (2Shotz)                                                 |
| 2016 | A Better Family       | Frederick Leonard, IK Ogbonna |
| 2016 | Excess Luggage        | IK Ogbonna, Mike Ezuronye, Queen Nwokoye |
| 2016 | Jofran                | IK Ogbonna, Lisa Omorodion |
| 2016 | Let's hit the Streets | Alex Ekubo, IK Ogbonna |
| 2016 | Tommy and Kenny       | Belinda Effah, Buchi Franklin |
| 2017 | Dirty Laundry         | Zach Orji, Kalu Ikeagu |
| 2017 | American Driver       | Evan King, Jim Iyke, Anita Chris, Nse Ikpe Etim, Nadia Buari, Emma Nyra, Ayo Makun, Laura Heuston, McPc the Comedian, Michael Tula, Andie Raven |
| 2017 | Sarah's Epiphany      | Daniella Okeke, Mike Ezuruonye, Anthony Monjaro                                                                                                 |
| 2017 | Levi                  | Ramsey Noah, Nancy Isime, Deyemi Okanlawon |

## Reconocimientos
| Año  | Premiación                                   | Categoría                                                          | Película         | Resultado |
| ---- | -------------------------------------------- | ------------------------------------------------------------------ | ---------------- | --------- |
| 2013 | Premios de cine Golden Icons Academy 2013    | Mejor fotografía                                                   | Brother's keeper | Nominado  |
| 2014 | Premios de Cine de Nollywood 2014            | Mejor edición                                                      | Brother's keeper | Nominado  |
| 2015 | Premios Afrifimo y Festival de Cine / Música | Mejor director de cine                                             | Bambitious       | Ganador   |
| 2016 | Premios AMVCA                                | Mejor director de fotografía de una película o serie de televisión | Refugee          | Nominado  |
| 2018 | Premios Zafaa                                | Mejor editor de cine                                               | Black Rose       | Ganador   |